# Ryszard Wincenty Berwiński

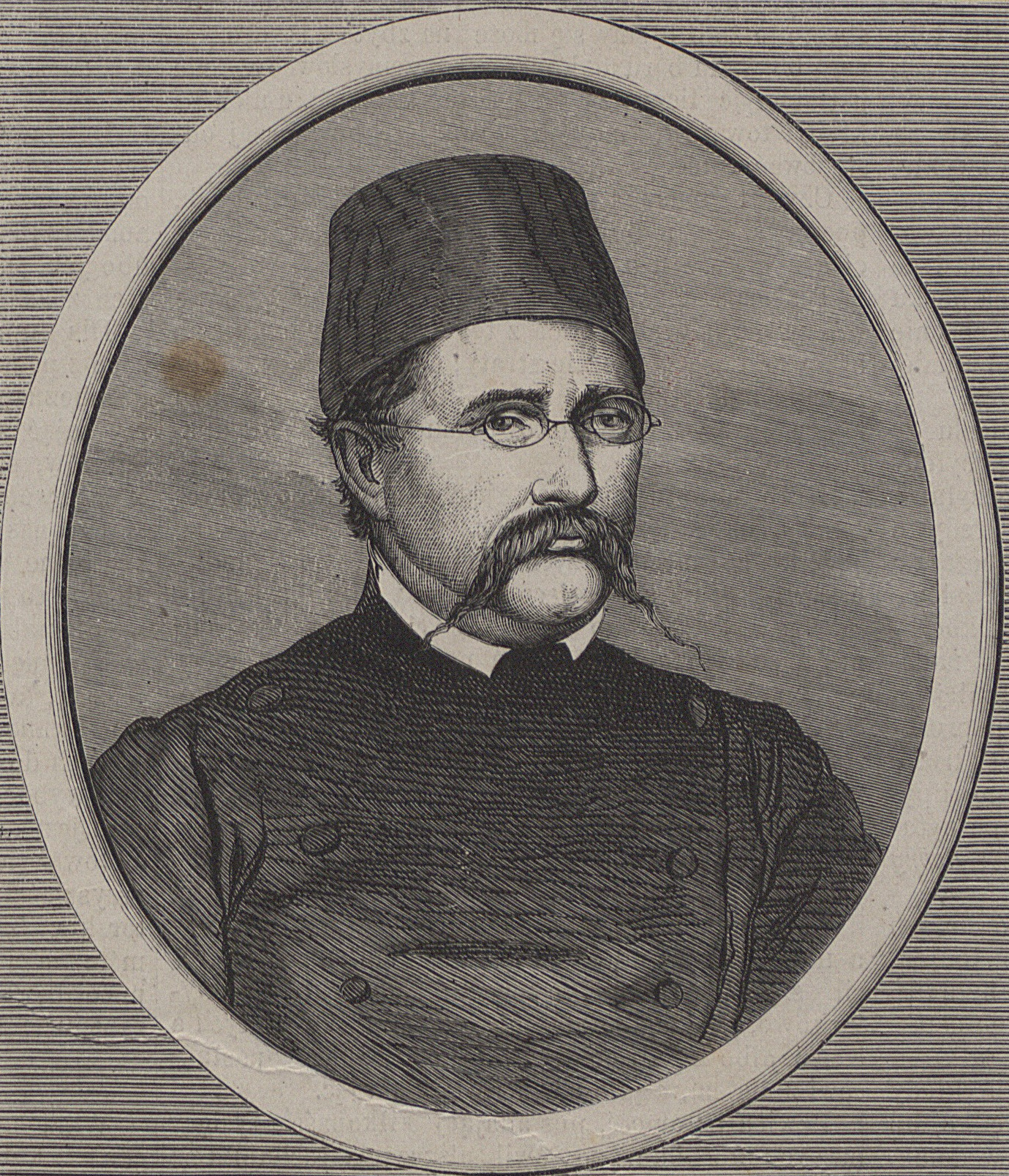
Ryszard Wincenty Berwiński

Ryszard Wincenty Berwiński (* 28. Februar 1817 in Polwica; † 19. November 1879 in Konstantinopel) war ein polnischer Dichter.

## Leben
Berwiński studierte in Breslau und Berlin Philosophie. Anschließend wirkte er in konspirativer Mission in Galizien und in Krakau, weshalb er von 1845 bis 1847 im Gefängnis Moabit inhaftiert war. 1848 nahm er am Prager Slawenkongress teil. In den Jahren 1852 bis 1854 war er Abgeordneter im preußischen Landtag, ehe er ab 1855 Offizier in einer polnisch-türkischen Kosakentruppe war. Berwiński verfasste revolutionäre Gedichte und mehrere Erzählungen, die auf volkstümlichen Erzählungen beruhten. Darüber hinaus erlangte er durch volkskundliche Studien Bedeutung, in denen er sich kritisch mit den Formen des romantischen und naiven Volksenthusiasmus auseinandersetzte.

## Werke
- O dwunastu razbójnikach, 1838
- Bogunka na Gople, 1840
- Don Juan poznański, 1842

| Personendaten    | Personendaten               |
| ---------------- | --------------------------- |
| NAME             | Berwiński, Ryszard Wincenty |
| KURZBESCHREIBUNG | polnischer Dichter          |
| GEBURTSDATUM     | 28. Februar 1817            |
| GEBURTSORT       | Polwica                     |
| STERBEDATUM      | 19. November 1879           |
| STERBEORT        | Konstantinopel              |